# Nurse Matilda
Nurse Matilda (Chère Mathilda) est le titre d'une série de trois ouvrages écrits par Christianna Brand. Publiés entre 1964 et 1975, ils s'adressent à un jeune public et sont similaires au roman Mary Poppins (1934) de Pamela L. Travers.

## Histoire

### Résumé[1]
Les livres mettent en scène l'histoire de Mathilda, une gouvernante au physique disgracieux dotée de pouvoirs magiques, à mi-chemin entre la féerie et la sorcellerie. Un jour, cette dernière est embauchée par le couple Brown, parents d'une famille nombreuse. Très vite, l’héroïne découvre le désordre qui règne au sein du foyer. Les enfants, rusés, passent le plus clair de leur temps à jouer de vilains tours aux adultes. Patiente, Mathilda saura éduquer la marmaille mais devra également dompter l'impitoyable grand-tante, Adelaide Stitch, animée des pires projets pour la famille Brown.
Partie s'occuper d'une nouvelle famille, Mathilda se retrouve sollicitée une seconde fois par les parents Brown, à nouveau dépassés par le comportement des enfants. Ces derniers iront plus tard vivre chez leur grand-tante à Londres avant d'être victimes d'une mauvaise farce et emmenés à l’hôpital.

### Série
La série compte trois ouvrages publiés entre 1964 et 1975 :
- Nurse Matilda (Chère Mathilda) sorti en 1964[2]
- Nurse Matilda Goes to Town (Chère Mathilda s'en va-t-en ville) sorti en 1967[3]
- Nurse Matilda Goes to Hospital (Chère Mathilda aux bains de mer) sorti en 1975[4]

### Nanny McPhee
Les aventures de Mathilda donnent lieu à la réalisation de deux films dans lesquels la gouvernante, rebaptisée Nanny McPhee, est interprétée par l'actrice Emma Thompson :
- Nanny McPhee (2005) de Kirk Jones[5]
- Nanny McPhee et le Big Bang (2010) de Susanna White[6]